# Roger Schneider (Eisschnellläufer)

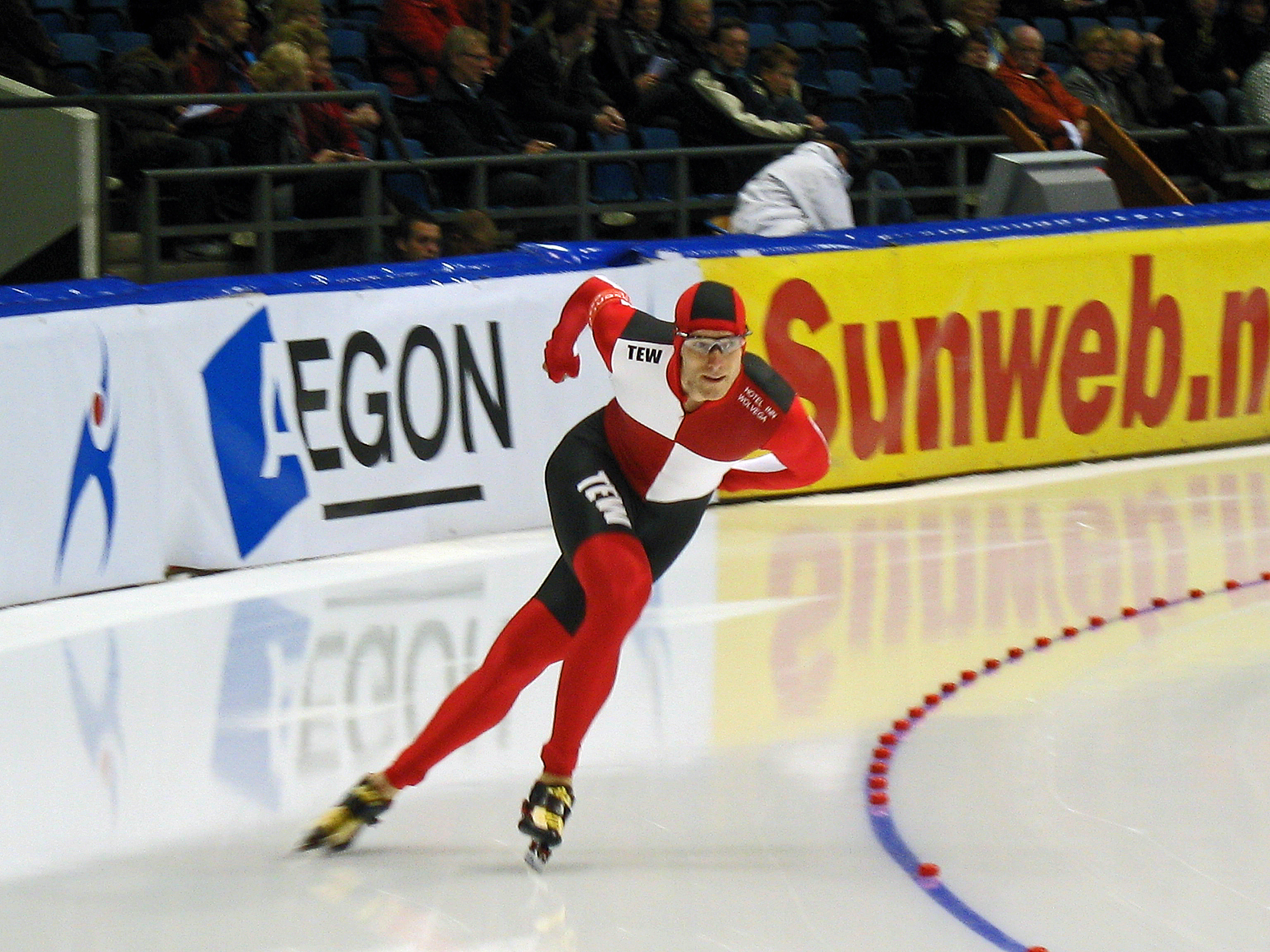
Roger Schneider (2008)

Roger Schneider (* 22. Mai 1983; † 17. Januar 2020) war ein Schweizer Inline-Speedskater und Eisschnellläufer.

## Karriere
Im Alter von zehn Jahren begann Schneider mit dem Inline-Skaten. 2003 wurde er Europameister über die Marathon-Distanz in Padua, Italien. Mit der Siegzeit von 58:17 min und einer Durchschnittsgeschwindigkeit von 43,44 km/h stellte er einen von der FIRS anerkannten, offiziellen Weltrekord im Inline-Marathon-Speedskating auf. Roger Schneider gewann auch mehrere Worldcup-Rennen (WIC), darunter den Berlin-Marathon im Jahr 2004. Ein besonderes Merkmal ist seine für Inline-Skater unübliche Körpergrösse von 2,00 Metern.
Neben dem nichtolympischen Inline-Speedskating ist Schneider als Eisschnellläufer aktiv und repräsentierte 2010 die Schweiz bei den Olympischen Winterspielen in Vancouver. 2007 wurde er in Davos Schweizermeister über 1500 und 5000 m.

## Erfolge

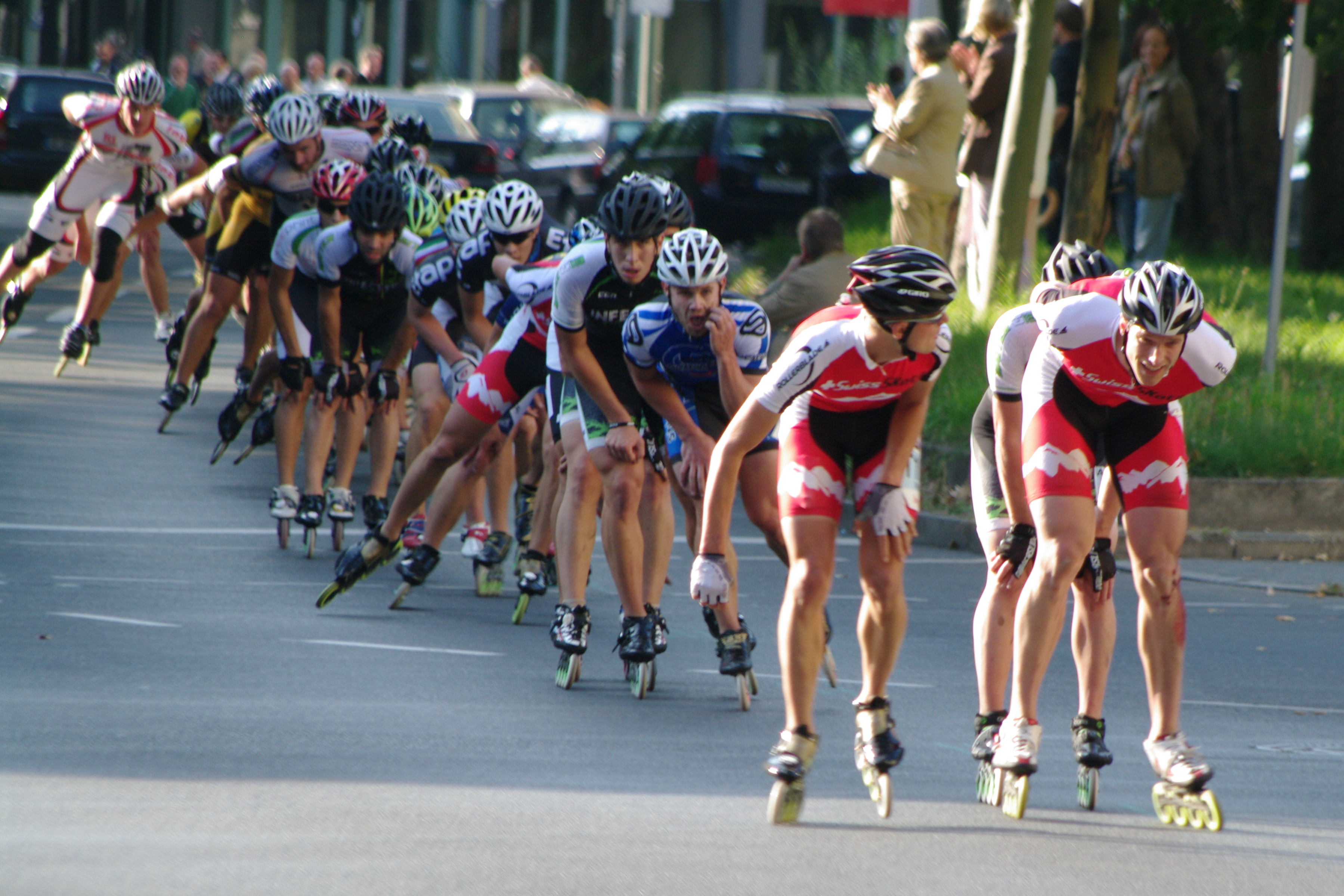
Schneider (ganz rechts) beim Berlin-Marathon 2011

### Speedskating
- 2003: Europameister Marathon in Padua, Italien in Weltrekordzeit
- 2004: Sieger Berlin-Marathon, grösster Inline-Marathon der Welt und WIC-Finale
- 2006: Schweizermeister Marathon, Sieg WIC-Teamzeitfahren Basel, Gesamtzweiter SIC (grösste nationale Rennserie), Gesamtvierter WIC
- 2007: Sieg WIC Rennes, Sieg WIC-Teamzeitfahren Basel

### Eisschnelllauf
- 2007: Schweizermeister über 1500 und 5000 m in Davos, Schweizer Rekorde über 1500 m (1:48,63), 3000 m (3:48,75) und 5000 m (6:21,69)